# 西健亮
西健亮（日语：／ Nishi Kensuke，1980年7月6日—）是一名日本男性聲優，熊本縣出身，Aksent所屬。

## 簡歷
畢業於日本播音演技研究所與映像技術學院。
曾隸屬於ARTSVISION。

## 人物
方言是熊本方言。
興趣是閱讀、欣賞音樂、製作甜點、騎自行車。特長是演奏貝斯與鋼琴。
於2022年與聲優織江珠生結婚。

## 演出作品
※粗體字為主要角色。

### 電視動畫
2006年
- 死亡筆記本（素藤、流河旱樹）

2007年
- 偶像大師 XENOGLOSSIA（操作員）

2008年
- SKIP BEAT！華麗的挑戰（社員）
- SOUL EATER（父親、蜘蛛恐懼研究員）
- 真實之淚 true tear（男學生A、林、叔叔A）
- ×××HOLiC◆繼（司會、製片人）
- 幻影少年（不良）
- 藥師寺涼子怪奇事件簿（計程車司機、武鬥派A、卡車助手席的男、聲、生亡者）

2009年
- 大正野球娘。（柳一馬）
- 科學超電磁砲（鋼盾掬彥）
- 第一神拳 New Challenger

2010年
- 最後大魔王（武）
- 傳說的勇者的傳說（士兵）
- FORTUNE ARTERIAL -赤之約束-（店主）

2011年
- 偶像大師（黑衣人E）
- 青之驅魔師（不良A、湯川老師、稻荷神ウケ、櫻井、巨獸、驅魔師）
- 天才黃金腦～神之謎（經紀人）
- 血戰-C（男學生）
- 召喚惡魔（社員A、黑幫手下2、阿芙羅）

2012年
- 交響詩篇AO（仲村的部下B）
- 足球騎士（西尾大作）
- 夏色奇蹟（船内放送）
- Battle Spirits Sword Eyes（職員、客、綠Stinger）

2013年
- 探險托里蘭托 -千年真寶-（青年山羊）
- 忍者亂太郎（山賊）
- 開漫—啦！（客、漫畫家、店員）

2016年
- 卡片戰鬥!!先導者G NEXT（早尾安利）

2017年
- 青之驅魔師 京都不淨王篇（湯川進、保食）
- 卡片戰鬥!!先導者G Z（早尾安利）

2019年
- 路人超能100 II（教師）
- COP CRAFT（蓋本）

2021年
- 宇宙奇妙生物小鐵君（社長、泉老師、教材廣播解說）

2022年
- 宇宙奇妙生物小鐵君（光的哥哥）
- 路人超能100 III（教師）

2023年
- FLAGLIA（哈希[8]）

2024年
- 青之驅魔師 島根啟明結社篇（學生）

2025年
- 金牌得主（結束博信）
- 青之驅魔師 終夜篇（稻荷神ウケ）
- 蠟筆小新（縣廳職員A）

### 劇場版動畫
2011年
- 豆富小僧
- 永恆的永遠（醫生、一般兵A）

2012年
- 青之驅魔師 ―劇場版―（2012年）

### OVA
2011年
- 戀愛貨幣（研究員）

### 遊戲
2005年
- SHINSENGUMI〜幕末幻想恋愛奇譚〜（土方歳三）

2007年
- 魂之搖籃 侵蝕世界者（主人公〈男〉）

2009年
- いつかこの手が穢れる時に -SPECTRAL FORCE LEGACY-（ギャリン）
- 劍與魔法與學園2

2010年
- PANDORA 君の名前を僕は知る

2011年
- マスケティア
- 上古卷軸V：無界天際（ハイエルフ男性）

2012年
- 冤罪殺機

2013年
- 決勝時刻：魅影[9]
- 縱橫諜海：黑名單（查理·科爾）
- 樂高小城：臥底密探（フランク・ハニー）

2014年
- 零～濡鴉之巫女～

2015年
- 虹彩六號：圍攻行動（バンディット）

2016年
- 靚影特務：關鍵催化（ノーマッド）

2018年
- 任天堂明星大亂鬥 特別版（幽靈）

2022年
- 鬼線：東京（伊月曉人）

## 外部連結
- 西 健亮 - アクセント
- 西健亮的X（前Twitter）
- 西健亮の『脳内カタストロフィ』，存于 - Ameba Blog